# Louis-Jules d'Estienne du Bourguet
Pour les articles homonymes, voir Famille d'Estienne, Estienne et Bourguet.
Louis-Jules-François d'Estienne du Bourguet (Aix-en-Provence, 2 septembre 1771 - La Tour-d'Aigues, 15 septembre 1834) est un homme politique, ancien officier français et ancien maire d'Aix-en-Provence.

## Biographie
Louis-Jules-François d'Estienne du Bourguet est issu d'une famille provençale. Il est né à Aix-en-Provence le 2 septembre 1771.
Il émigre à la Révolution et sert dans l'armée de Condé. 
Revenu en France, il est maire d'Aix-en-Provence durant la Restauration, de 1816 à 1830.
Son père, Jules-Denis d'Estienne du Bourguet (fils de Louis d'Estienne du Bourguet et de Marie-Thérèse de Castellane), prend part aux assemblées de la noblesse de la sénéchaussée d'Aix-en-Provence en 1789.
Il épouse en 1811 Anne Grandin de Salignac, dont une fille unique Sixtia-Julia-Polixane d'Estienne du Bourguet née en 1817 et décédée à Aix en 1891.
Il est fait chevalier de l'ordre de Saint-Louis et chevalier de la Légion d'honneur.
Il meurt en 1834.